# Jacksonia spinosa
Jacksonia spinosa là một loài thực vật có hoa trong họ Đậu. Loài này được (Labill.) Sm. miêu tả khoa học đầu tiên.